# Milazim Krasniqi
Milazim Krasniqi (ur. 25 października 1955 w Breznicë k. Prisztiny) – kosowski poeta, pisarz i dramaturg.

## Życiorys
Ukończył średnią szkołę medyczną i rozpoczął pracę w klinice chirurgii w szpitalu w Prisztinie. W 1988 r. ukończył studia z zakresu języka i literatury albańskiej na uniwersytecie w Prisztinie. Pracę dyplomową poświęcił twórczości Ndre Mjedy. 15 września 2004 obronił pracę doktorską, poświęconą sonetom w literaturze albańskiej. W latach 1987–1990 pracował jako redaktor w piśmie Fjala (Słowo), by od 1990 objąć funkcję redaktora naczelnego pisma. W tym czasie działał w Stowarzyszeniu Pisarzy Kosowa.
W roku 1995 podjął pracę redaktora w dzienniku Bota Sot (Dzisiejszy świat). W 1999 r. rozpoczął współpracę z pismami Kosova Sot (Kosowo dziś) i Gazeta e Re (Nowa Gazeta). W latach 2001–2007 zasiadał w zarządzie mediów publicznych w Kosowie i zaczął pisać analizy dla Radia Wolna Europa. Od 2003 r. prowadzi wykłady z zakresu literatury albańskiej na Wydziale Filologicznym uniwersytetu w Prisztinie. Ma tytuł profesora.
Jako twórca zadebiutował tomikiem poezji Imazhi gri, wydanym w 1982 r. Oprócz wierszy pisze powieści, dramaty i artykuły publicystyczne.
Mieszka w Prisztinie. Żonaty (żona Edibe Krasniqi), ma troje dzieci (jego córką jest aktorka Teuta Krasniqi).

## Twórczość

### Poezja
- 1982: Imazhi gri (Szary obraz)
- 1985: Pirg vegimi
- 1987: Qeshje sardonike (Sardoniczny śmiech)
- 1990: Formula e Katonit (Formuła Katona)
- 1994: Kurs për pantomimë (Lekcja pantomimy)
- 1996: Dalja e atdheut edhe nga ëndrrat
- 2004: Lulja e shpetimit (Kwiat pamięci)
- 2007: Dritë në kujtime (światło w pamięci)
- 2021: Kujtimet luajnë me mua

### Proza (powieści)
- 1998: Fijet e shpirtit (Nici duszy)
- 2002: Fotografitë e kujtimeve (Fotografie pamięci)

### Dramaturgia
- 1990: Mos më merrni në qafë : tri komedi
- 1990: Zbulimi, Mos më merrni në qafë, Punë Sizifi
- 1996: Kur lindi partia (Kiedy rodziła się partia)
- 1997: Kush i bie fyellit : (komedi në tri akte)
- 2001: Bryma e vdekjes : dramë me njëmbëdhjetë pamje
- 2003: Monedha e Gentit (Moneta Gentiego)
- 2004: Ruletë ruse për Ali Pashën (Rosyjska ruletka Alego paszy)

### Publicystyka
- 1998: Horrat në krye të detyrës
- 2000: Kosova pas 22 janarit 1998 (Kosowo po 22 stycznia 1998)
- 2005: Meditime islame : studime, ese, intervista
- 2017: Sekretet që nuk i mori me vete Ibrahim Rugova
- 2018: Krimet e vjetra dhe marrëzitë e reja
- 2018: Thirrja në vesh të shurdhër